# Neige en grains
La neige en grains est un type de précipitations qui sont constituées de gouttelettes de bruine en surfusion dans un nuage sous le point de congélation qui finissent par congeler. La neige en grains se présente sous forme de petits granules ou plaques blanches (moins de 1 mm de diamètre) qui rebondissent peu en tombant sur une surface. La neige en grains ne forme jamais des accumulations importantes et tombe de nuages stratiformes, jamais en averses. Le code METAR de la neige en grains est SG.